# Phorodon humuli
Phorodon humuli är en insektsart som först beskrevs av Franz Paula von Schrank 1801.  Phorodon humuli ingår i släktet Phorodon och familjen långrörsbladlöss. Arten är reproducerande i Sverige.

## Underarter
Arten delas in i följande underarter:
- P. h. humuli
- P. h. japonensis